# اندیس خاک نسوز (رباط شاه عباسی)
خاک نسوز (رباط شاه عباسی) یک اندیس غیرفلزی است که در حوالی شهر آباده استان فارس قرار دارد و مادهٔ معدنی موجود در آن، خاک نسوز است.سنگ میزبان این اندیس سنگ آهک است و دیرینگی آن به دوران دونین می‌رسد.